# Jallans
Jallans és un municipi francès, situat al departament de l'Eure i Loir i a la regió de Centre – Vall del Loira. L'any 2007 tenia 751 habitants.

## Demografia

### Població
El 2007 la població de fet de Jallans era de 751 persones. Hi havia 306 famílies, de les quals 52 eren unipersonals (24 homes vivint sols i 28 dones vivint soles), 119 parelles sense fills, 115 parelles amb fills i 20 famílies monoparentals amb fills.
La població ha evolucionat segons el següent gràfic:
Habitants censats

### Habitatges
El 2007 hi havia 321 habitatges, 302 eren l'habitatge principal de la família, 6 eren segones residències i 13 estaven desocupats. 317 eren cases i 5 eren apartaments. Dels 302 habitatges principals, 257 estaven ocupats pels seus propietaris, 40 estaven llogats i ocupats pels llogaters i 6 estaven cedits a títol gratuït; 1 tenia una cambra, 3 en tenien dues, 63 en tenien tres, 112 en tenien quatre i 123 en tenien cinc o més. 287 habitatges disposaven pel capbaix d'una plaça de pàrquing. A 127 habitatges hi havia un automòbil i a 155 n'hi havia dos o més.

### Piràmide de població
La piràmide de població per edats i sexe el 2009 era:
| Homes | Edats   | Dones |
| ----- | ------- | ----- |
| 0     | 95 o +  | 0     |
| 0     | 90 a 94 | 4     |
| 0     | 85 a 89 | 0     |
| 16    | 80 a 84 | 8     |
| 12    | 75 a 79 | 24    |
| 16    | 70 a 74 | 8     |
| 16    | 65 a 69 | 20    |
| 8     | 60 a 64 | 20    |
| 20    | 55 a 59 | 8     |
| 28    | 50 a 54 | 24    |
| 32    | 45 a 49 | 28    |
| 44    | 40 a 44 | 40    |
| 20    | 35 a 39 | 24    |
| 24    | 30 a 34 | 16    |
| 32    | 25 a 29 | 32    |
| 12    | 20 a 24 | 28    |
| 32    | 15 a 19 | 24    |
| 32    | 10 a 14 | 24    |
| 16    | 5 a 9   | 12    |
| 32    | 0 a 4   | 4     |

## Economia
El 2007 la població en edat de treballar era de 490 persones, 368 eren actives i 122 eren inactives. De les 368 persones actives 343 estaven ocupades (187 homes i 156 dones) i 25 estaven aturades (12 homes i 13 dones). De les 122 persones inactives 48 estaven jubilades, 37 estaven estudiant i 37 estaven classificades com a «altres inactius».

### Ingressos
El 2009 a Jallans hi havia 336 unitats fiscals que integraven 846,5 persones, la mediana anual d'ingressos fiscals per persona era de 19.011 €.

### Activitats econòmiques
Dels 12 establiments que hi havia el 2007, 3 eren d'empreses de construcció, 3 d'empreses de comerç i reparació d'automòbils, 2 d'empreses d'hostatgeria i restauració, 1 d'una empresa immobiliària, 2 d'empreses de serveis i 1 d'una entitat de l'administració pública.
Dels 3 establiments de servei als particulars que hi havia el 2009, 1 era una lampisteria i 2 electricistes.
L'any 2000 a Jallans hi havia 5 explotacions agrícoles.

## Equipaments sanitaris i escolars
L'únic equipament sanitari que hi havia el 2009 era un hospital de tractaments de mitja durada (seguiment i rehabilitació).
El 2009 hi havia una escola elemental.

## Poblacions més properes
El següent diagrama mostra les poblacions més properes.